# Муромский машиностроительный завод
Муромский машиностроительный завод (АО «ПО Муромашзавод») — российское предприятие машиностроительной отрасли. Является официальным членом машиностроительного кластера Республики Татарстан. В современном виде зарегистрировано 26 апреля 2005 года, но имеет более чем вековую историю.

## История

### У истоков
Открытие в XVIII веке в окрестностях Мурома залежей железной руды послужило толчком к строительству здесь железоделательных предприятий, и уже в начале ΧΙΧ века, город заявил о себе как о будущем крупном промышленном центре. До Октябрьской революции в Муроме существовало три чугунолитейных производства, все они в разное время были основаны представителями одного рода — купцами Зворыкиными.
Старейший Муромский чугунолитейный завод был основан в 1817 году купцом Константином Николаевичем Зворыкиным в Бучихинском овраге (территория между современными улицами Ленина и Льва Толстого). Завод был оборудован тремя сверлильными станками, двумя вагранками, двумя паровыми котлами, воздуходувкой и паровой машиной в 6 лошадиных сил. Он производил чугунную посуду и печные изделия: вьюшки, дверки, задвижки и т. д. После Октябрьской революции 1917 года завод постигла участь сотен небольших предприятий России. В 1921 году работы на предприятии были прекращены и производство остановлено.
Еще одним предшественником Муромского машиностроительного завода было предприятие инженера-механика Павла Федоровича Валёнкова, основанное в 1887 году в восточной части нынешней территории завода. Оно состояло из небольшой кузницы, литейной и механической мастерских. Работало здесь 26 человек. Предприятие значительно расширилось и в начале XX века специализировалось на постройке судовых машин. Однако в 1915 году предприятие прекратило свое существование из-за проблем с оборотными средствами. Правда, в 1916 году его новый владелец, мануфактурщик Анохин предпринял попытку открыть на базе приобретенного завода бумагопрядильную фабрику, для этих целей даже был построен второй корпус. Однако из-за Первой мировой войны затея не удалась
Но еще за 20 лет до основания предприятия Валенкова — в 1867 году вблизи, так называемого, Торского болота появилось еще одно чугунолитейное предприятие — завод Петра Васильевича Зворыкина. Самое маленькое из трех — здесь работало всего 15 человек — оно, как показало время, оказалось самым жизнеспособным. Именно этот завод стал «прародителем» современного машиностроительного производства.
В конце 1897 года П. В. Зворыкин приглашает к себе в компаньоны мучного торговца Василия Васильевича Киселева. Вместе они образовали «Товарищество Торского завода» (Товарный знак ТТЗ). Дела вновь созданного «товарищества», а потом и единоличного владельца В. В. Киселева (он выкупил у Зворыкина его долю) быстро пошли в гору: была оборудована механическая мастерская, построена новая литейная, введено литье меди. Кроме того, вместо маломощной паровой машины на 4 л. с. был установлен новейший двигатель на 19 л. с., прослуживший заводу не одно десятилетие.
От предприятий различных отраслей промышленности на ТТЗ стали поступать регулярные заказы, в том числе на производство ручных прессов, точил, оборудования для маслобойных заводов, деталей и узлов для текстильных фабрик. К 1914 году завод имел уже 25 современных (для того времени) станков, на которых работало 153 человека. В год предприятие Киселева выпускало 738 тонн литья и машинных частей. Благодаря отличному качеству выпускаемой продукции, завод был всегда обеспечен заказами, удовлетворяя нужды промышленности нескольких уездов Владимирской и соседних губерний. В годы Первой мировой войны заводу был поручен выпуск снарядов и гранат для фронта.

### Послереволюционный период
Октябрьская революция 1917 года и последовавшая за ней Гражданская война привели к колоссальным изменениям во всех сферах общественной жизни и оказали громадное влияние на дальнейшее экономическое развитие государства. К началу 20-х годов промышленность страны лежала в руинах, налаженные экономические связи были разорваны, многие предприятия закрыты. Торский завод был национализирован в 1918 году.
Торский завод был одним из немногих малых предприятий России, производство на котором не было остановлено. К марту 1919 года он стался единственным во Владимирской и Нижегородской губерниях предприятием подобного профиля. Именно сюда поступали все заказы на производство деталей и узлов, необходимых для ремонта оборудования со всех заводов Муромского, Меленковского, Судогородского уездов Владимирской и Павловского района Нижегородской губерний.
Время шло, страна возрождалась из пепла Гражданской войны. Задача восстановления промышленного потенциала вышла в разряд первоочередных.
В 1922 году в Муроме был создан «Металлотрест» в состав которого вошел Торский завод. Заведующим предприятием (директором) был назначен сын бывшего хозяина Александр Васильевич Киселев.
К маю 1921 года на заводе было успешно отремонтировано 20 пароходов, за что коллектив получил благодарность от Муромского отдела технического транспорта.
В апреле 1923 года Торскому заводу было присвоено имя Шляпникова.
В октябре 1924 года производительность труда на заводе достигла довоенного уровня. Во многом это было связано с декретом Совета Народных Комиссаров о переходе с 01.01.1925 года на метрическую систему мер и весов. На завод сразу же поступили большие заказы на производство весовых гирь метрической системы, и, как и до Первой мировой войны, гирьное производство стало главным в жизни предприятия.
1 сентября 1933 года Муромский машиностроительный завод им. Шляпникова переименован в Муромский машиностроительный завод имени Коммунистической партии Франции (КПФ). Переименование было связано с тем, что 17 июня 1933 года А. Г. Шляпников был исключен из партии, затем дважды подвергнут аресту, и в ночь на 3 сентября 1937 года расстрелян.
В 1935 году была проведена коренная реконструкция завода имени Компартии Франции, предприятие было перепрофилировано и начало производство кузнечно-прессового оборудования. В апреле 1939 года на заводе была произведена первая плавка стали.
Теперь стоит вернуться к закрывшемуся предприятию Павла Федоровича Валенкова, о котором говорилось выше. Главный «валенковский» корпус завода в 1920 году сгорел, второй, построенный непосредственно перед началом Первой мировой войны Анохиным многие годы пустовал. В 1929 году его превратили в продовольственный склад.
Наконец, 27 марта 1931 года Всесоюзный Совет Народного хозяйства принял постановление, в котором помещение «анохинского» склада предполагалось использовать «Союзстанкоинструментом» под производство штампов. В 1931 году планировалось произвести частичный пуск корпуса, на полную мощность он должен был заработать через год. Для расширения производства постановили построить литейную мастерскую, кузнецу и ряд других необходимых помещений. Вновь организованное предприятие получило название Муромский инструментальный завод «Станкоинструмент». Его первым директором стал А. И. Баканов.
27 октября 1931 года завод был переименован, он стал называться Муромским заводом приспособлений и патронов к металлорежущим станкам, иначе — «Станкопатрон».
29 декабря 1931 года состоялся торжественный пуск производства на полную мощность.
13 марта 1932 года Муромскому заводу «Станкопатрон» было присвоено имя Орджоникидзе.
В июле 1935 года был закончен монтаж и сдан в эксплуатацию первый молот. Через год, в июне 1936 года, были пущены еще три молота и одна ковочная машина. В мае 1936 года был введен в эксплуатацию небольшой механосборочный цех. В октябре 1938 года был заложен большой корпус механосборочных цехов.
В годы предвоенной пятилетки на заводе выпускались: сверлильные и токарные патроны; механические, эксцентриковые и пневматические тиски для строгальных и фрезерных станков; воздушные цилиндры для пневматических зажимных приспособлений. Во время войны СССР с Финляндией на предприятии изготавливались саперные ножницы для резки проволочных заграждений.

### В годы войны
В годы Великой Отечественной войны с обоих заводов на фронт ушло 1725 заводчан. Уходили высококвалифицированные рабочие, мастера, инженеры, на их место пришли старики, женщины и дети. И все же уже к началу 1942 года заводы полностью завершили перестройку на военный лад. С первых же дней войны началось соревнование за быстрейшее и высококачественное выполнение заказов фронта.
В годы войны на предприятиях велось следующее производство: обрабатывались минные корпуса, запальные стаканчики и стабилизаторы мин «М-120»; производились гильзы для артиллерийских снарядов; штамповка корпусов ручных гранат и корпусов мин для ротных и батальонных минометов; изготовление деталей и узлов ходовой части танка Т-34 (октябрь 1941 года); выпуск корпусов мин для «Катюш» (1942год).
За самоотверженный труд в годы Великой Отечественной войны 29 тружеников заводов были награждены орденами и медалями Союза ССР, из них трое — боевым орденом Красной Звезды. Около 300 заводчанам были вручены медали «За доблестный труд в Великой Отечественной войне 1941—1945 гг.».

### Послевоенное развитие
В мае 1945 года заводу имени Орджоникидзе было дано задание в короткий срок освоить выпуск пневматического подъемника. Одновременно было налажено производство товаров широкого потребления: столовые ложки, миски, тазы, ведра.
В это же время завод КПФ приступил к освоению производства деталей для пневматических кузнечных молотов ПН-75 и ПН-150. Здесь производства товаров широкого потребления не было, однако в ремесленном училище предприятия группа электрообмотчиков наладила производство радиорепродукторов, пользующихся большим спросом у населения.
1 апреля 1950 года согласно постановлению Совета Министров СССР было принято решение об объединении Завода № 42 имени Коммунистической партии Франции и № 43 «Станкопатрон» в единое предприятие — Муромский завод имени Орджоникидзе.
Одним из мотивов объединения стала тесная производственная кооперация, установившаяся в годы Великой Отечественной войны. Заводы отлично дополняли друг друга: один располагал мощным кузнечно-штамповочным цехом, другой — чугуносталелитейным. Кроме того, предприятия были расположены в непосредственной близости друг от друга, и оба входили в состав Министерства транспортного машиностроения.
В 1949 году на предприятии принято решение о производстве холодильной техники. Разработка проекта цеха домашних холодильников на выпуск 45 000 штук в год была поручена Ленинградскому институту. 14 января 1952 года выполненный проект был утвержден техническим советом министров. Спустя два года началось строительство корпуса.
Параллельно с началом строительства в 1954 году конструкторское бюро под руководством К. Д. Калошина приступило к разработке проекта конструкции бытового электрохолодильника.
В 1956 году технологическое бюро под руководством Н. В. Арьянского приступило к подготовке производства холодильников, начался монтаж оборудования производственных участков.
В 1969 году был выпущен миллионный холодильник.
В 1971 году с конвейера цеха холодильников сходило по 500—600 агрегатов в сутки.
За годы своего функционирования завод не только являлся предприятием, выполняющим заказы промышленности страны, но и решал социальные задачи города.
В то время предприятием были построены Детская музыкальная школа № 3, Дворец спорта «Ока», парк на ул. Л. Толстого, Детский дом культуры «Орленок», собственный медицинский центр с бассейном, сауной и невиданными ранее для города процедурами. В эксплуатацию было введено более 300 тыс. м2 жилья.
С историей завода неразрывно связано имя Николая Григорьевича Лаврентьева. Он был его директором с 1961 по 1987 год.
Завод выпускал большое количество товаров широкого потребления, постоянно расширяя ассортимент и улучшая потребительские качества. Среди таких товаров: холодильники и детали к ним, чугунная эмалированная посуда, детские игрушки, изделия хозобихода, электромельницы, автоприцепы, мотоблоки, жиротопки и многое другое.
29 августа 1990 года Приказом Министра оборонной промышленности СССР № 805 Муромский завод имени Орджоникидзе был переименован в Производственное объединение «Муромский машиностроительный завод».
В 1992 году в соответствии с Указом Президента РФ от 01.07.1992 года № 721 началось акционирование завода. 15 октября 1992 года Постановлением Главы Администрации города Мурома Владимирской области № 703 было зарегистрировано АООТ «Муромский машиностроительный завод».
Постановлением Главы Местного самоуправления города Мурома Владимирской области от 23.07.1996 года № 997 АО «Муромский машиностроительный завод» было перерегистрировано в Открытое акционерное общество «Муромский машиностроительный завод»
В непростые 90-е годы завод лихорадило. Производство холодильников в 2000-м году трансформировалось в ЗАО «Ока-холод». Общество с ограниченной ответственностью «Муромский завод специального оборудования» осуществляет преимущественно проектирование и производство автоматизированных линий для изготовления металлочерепицы и профнастила.
26 апреля 2005 г. было зарегистрировано предприятие АО «ПО Муроммашзавод», генеральным директором которого стал Александр Иванович Видонов.
17 января 2023 г. решением Совета директоров генеральным директором назначен Сергей Алексеевич Баранов.

## Продукция
Сегодня предприятие выпускает ряд редукторов и комплектующих к ним, и иные узлы и агрегаты для автомобильного и рельсового транспорта, дорожной и специальной техники, а также для астрономических и астрофизических приборов. Из военной продукции в нулевые годы завод выпускал запчасти для бронетанковой техники и тренажёры её вождения. 

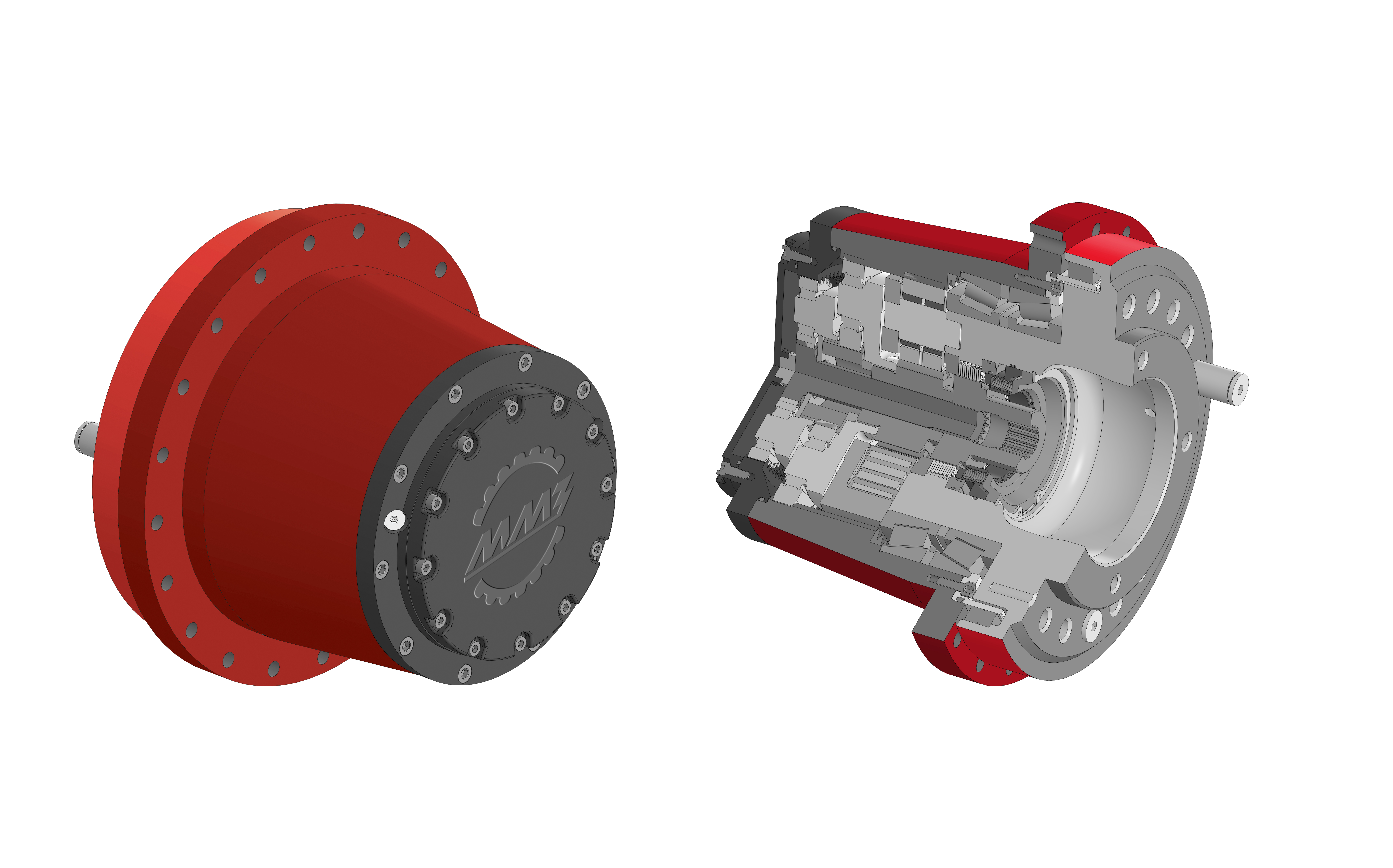
Редуктор привода хода МРП-3000
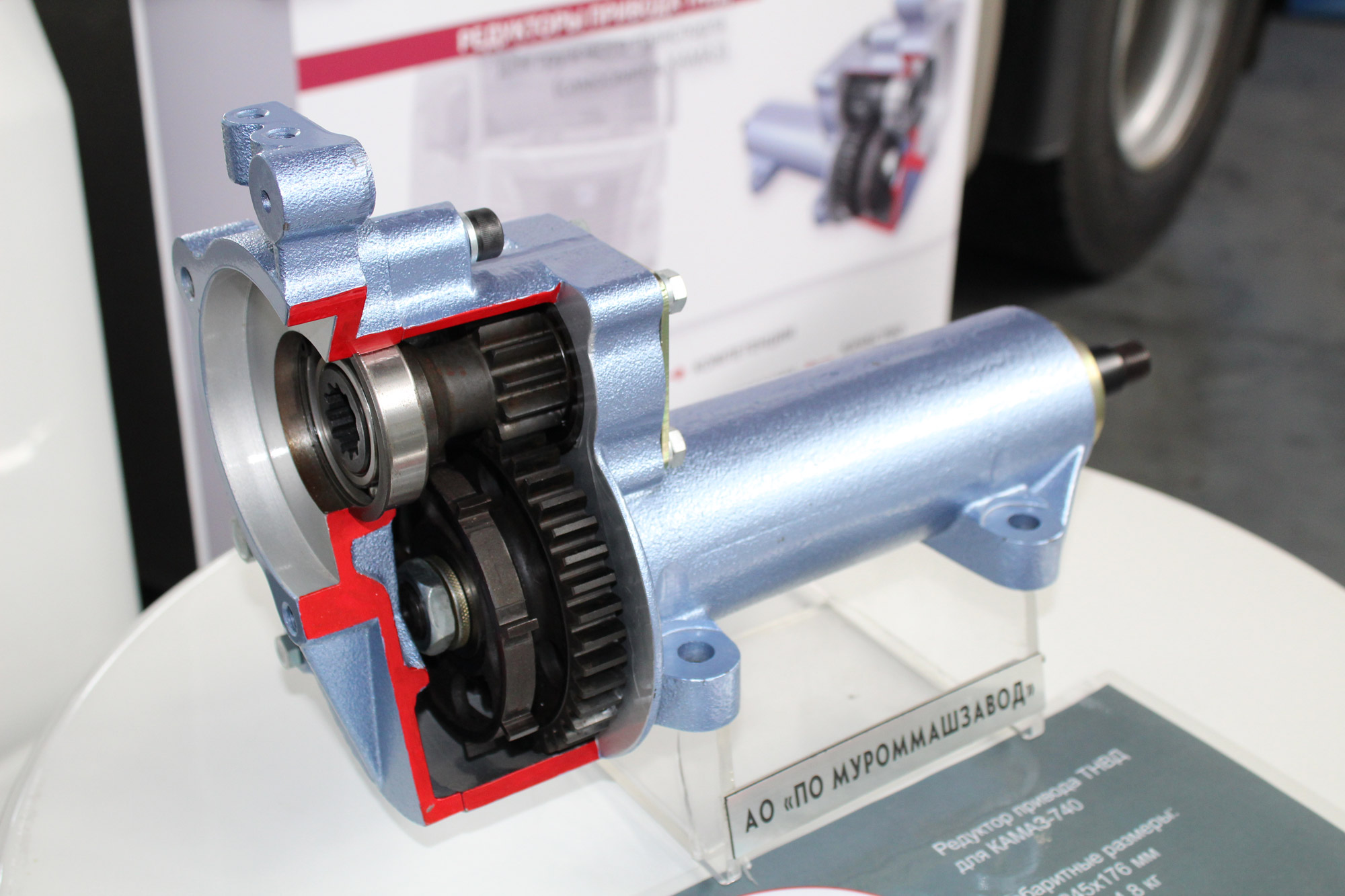
Редуктор привода ТНВД КАМАЗ
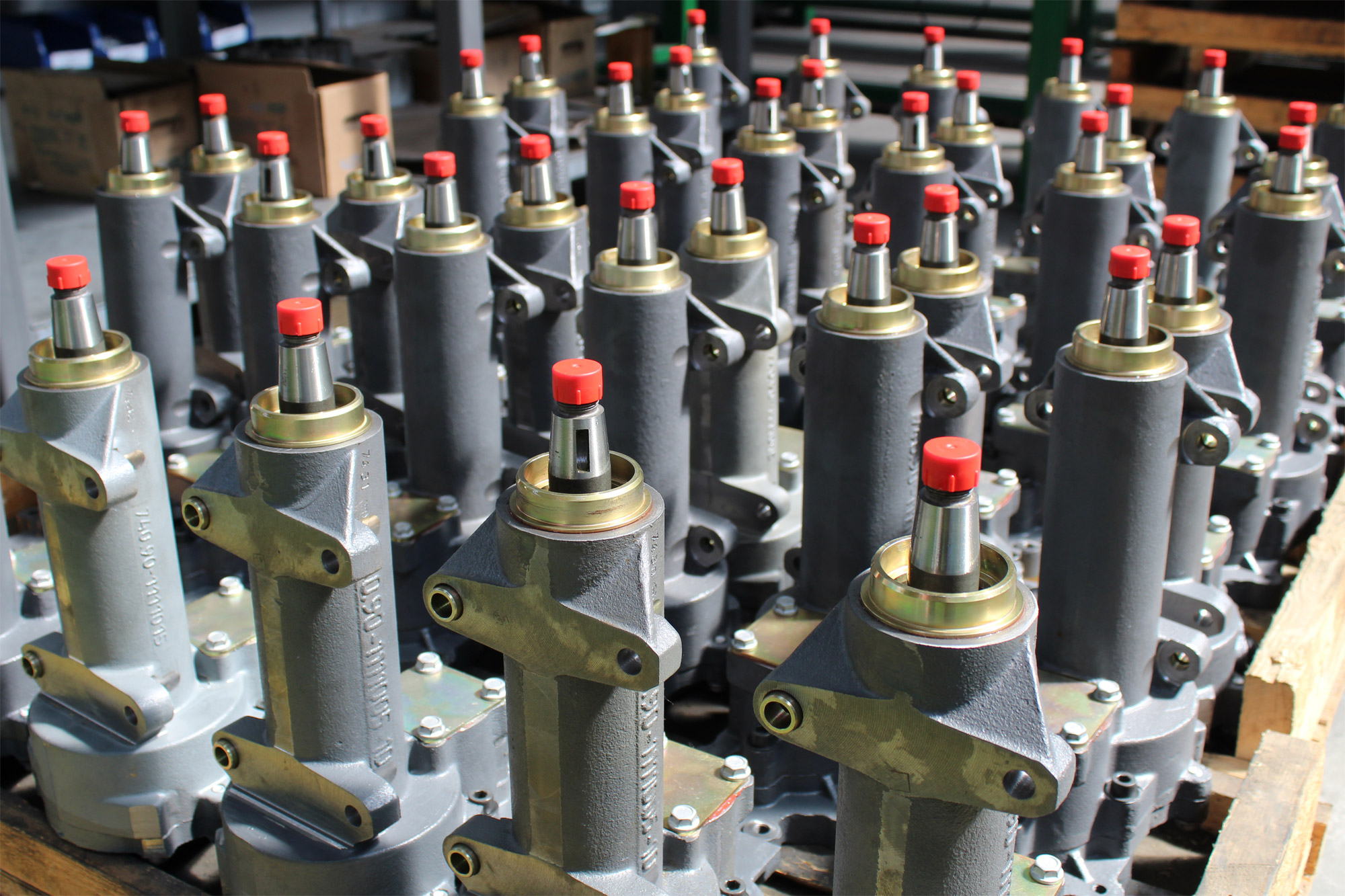
Редукторы привода ТНВД КАМАЗ
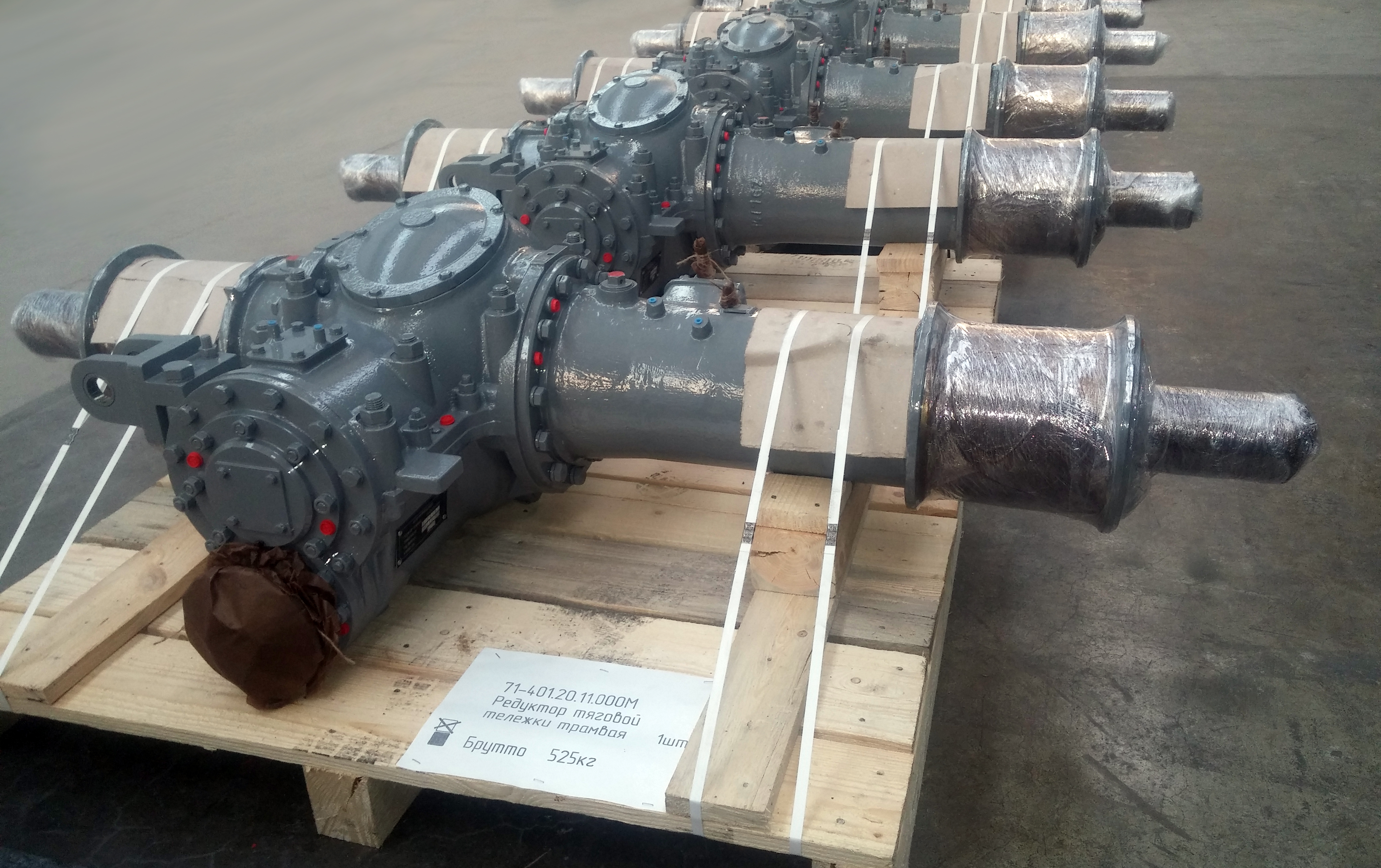
Редуктор трамвайный
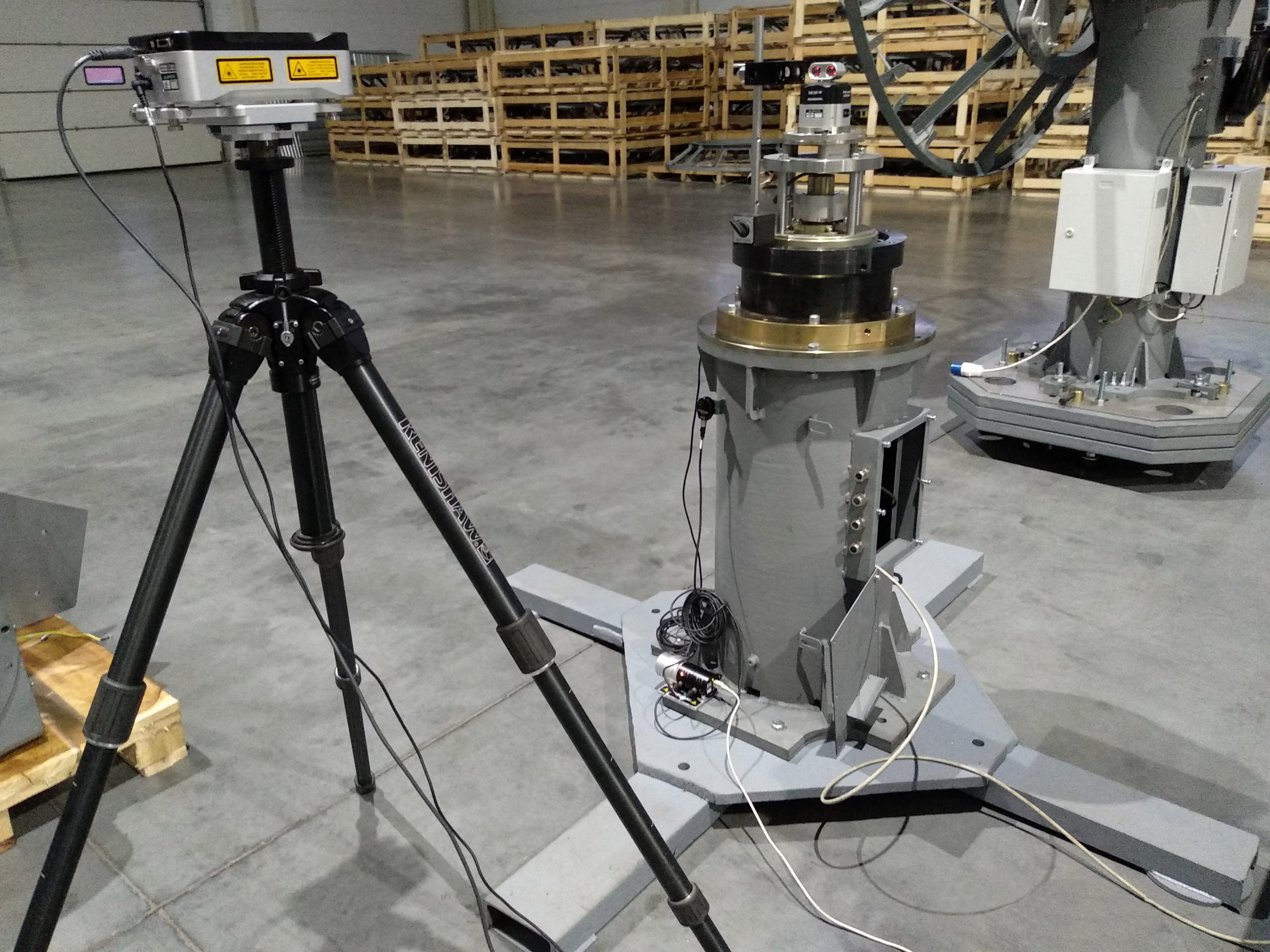
Антенный привод
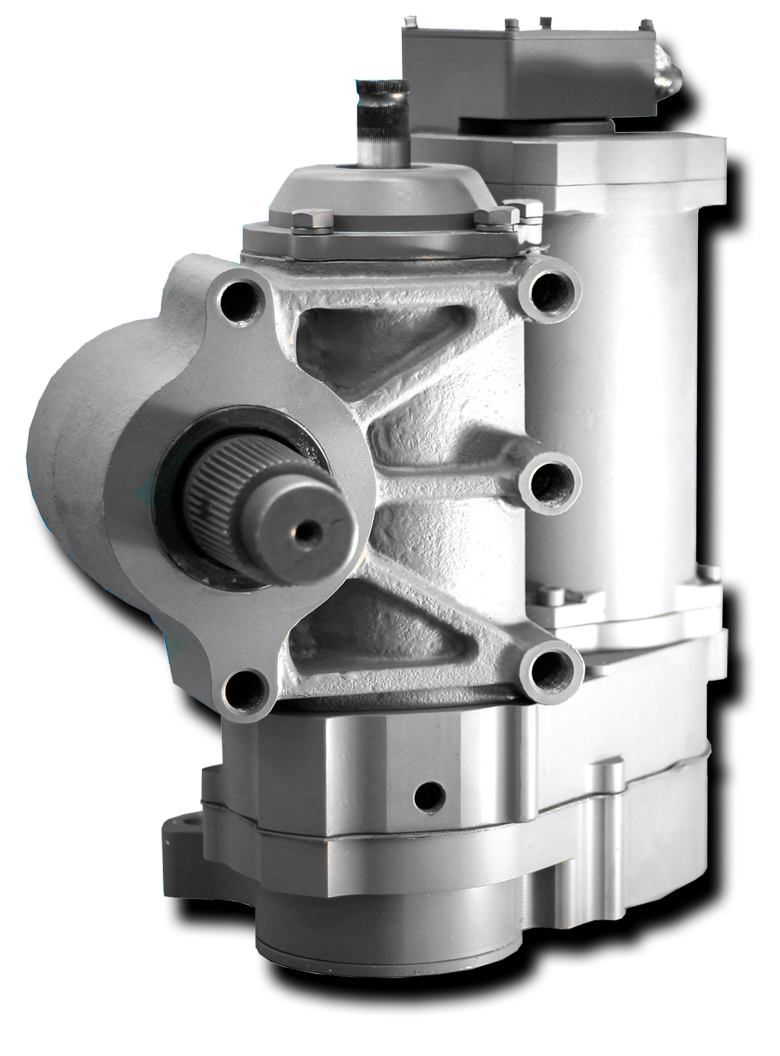
Электроусилитель руля
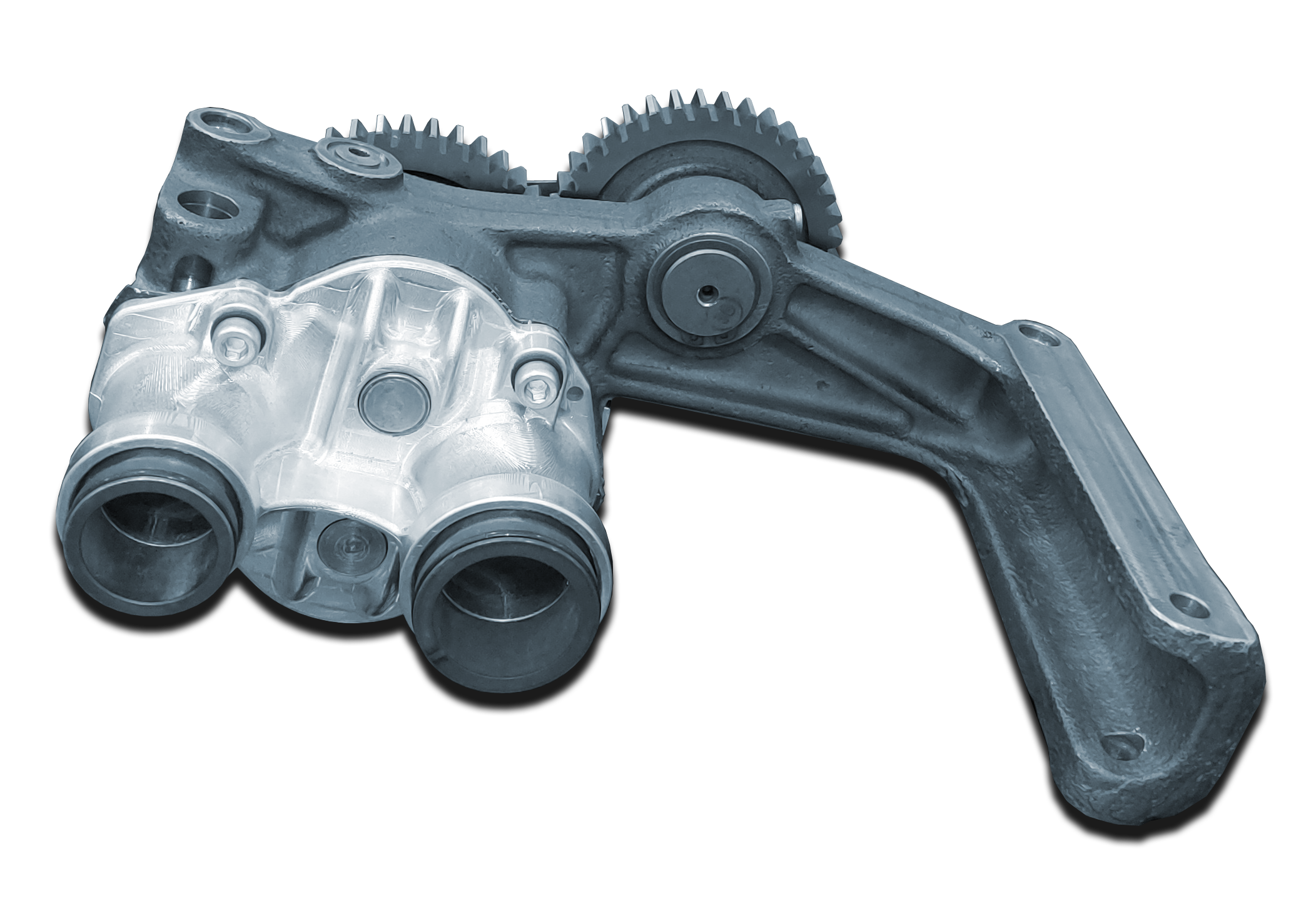
Масляный насос

Подписан меморандум с ПАО "КАМАЗ" и планируется создание совместного предприятия, деятельность которого будет направлена на разработку и производство рулевых механизмов с электроусилителями, электротрансмиссий, мехатронных устройств генерации и рекуперации электроэнергии, а также других электромеханических устройств для обеспечения функционирования транспортных средств.

## Санкции
12 июня 2024 года, на фоне российского вторжения на Украину, Муромский машиностроительный завод попал в блокирующий санкционный список США против сектора оборонной промышленности как производитель оружия и боеприпасов.